# Blue Stockings de Toledo

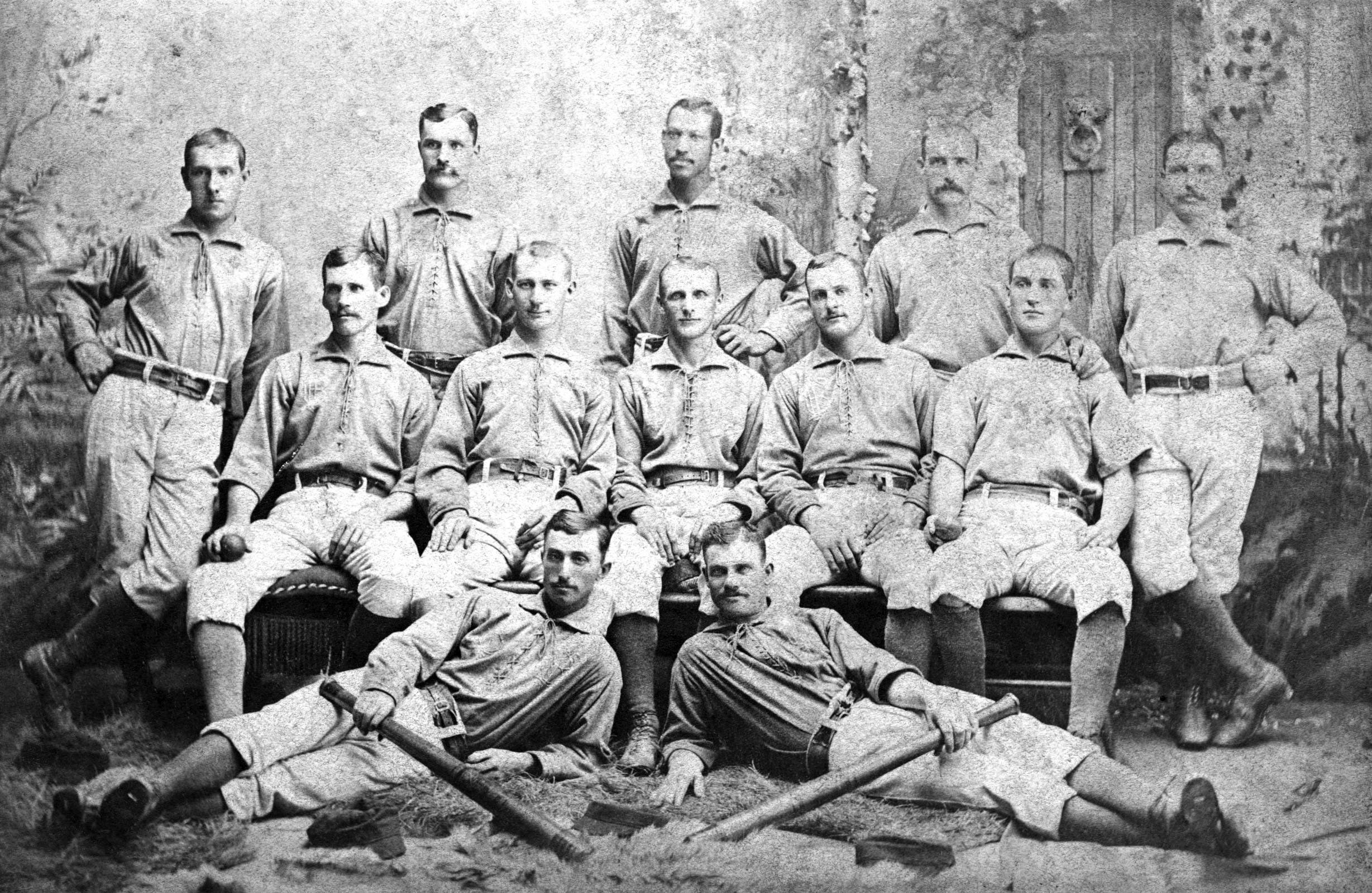
Toledo Blue Stockings en 1884

Les Blue Stockings de Toledo (Toledo Blue Stockings en anglais) est une ancienne équipe de baseball basée à Toledo, ville de l'État américain de l'Ohio. Leur stade à domicile est le League Park.
Fondé en 1883, le club évolue une première année en ligue mineure, au sein de la ligue du Nord-Ouest dont ils remportent les championnats, et rejoignent l'année suivante l'Association américaine. Le club retourne en ligue mineure après la saison 1884.
Les Blue Stockings sont la première équipe des ligues majeures de baseball à avoir intégré au sein de leur formation des joueurs noirs, en l'occurrence le receveur Moses Fleetwood Walker (en) et son frère Weldy Walker (en), bien avant l'arrivée de Jackie Robinson chez les Dodgers en 1947.